# Tanytarsus borysthenicus
Tanytarsus borysthenicus är en tvåvingeart som först beskrevs av Olivari 1955.  Tanytarsus borysthenicus ingår i släktet Tanytarsus och familjen fjädermyggor. Inga underarter finns listade i Catalogue of Life.